# Batalla de Cartago
La batalla de Cartago fou el principal enfrontament de la Tercera Guerra Púnica entre la ciutat púnica de Cartago a Àfrica i la República Romana. Fou una operació de setge que va començar en algun moment entre 149 aC i 148 aC, i va finalitzar en la primavera de 146 aC amb el saqueig i la completa destrucció de la ciutat de Cartago.

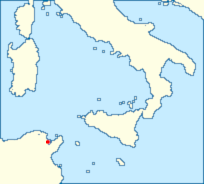
La localització de Cartago

Després que un exèrcit romà sota el comandament de Marc Manili desembarqués a Àfrica el 149 aC, Cartago es va rendir i va entregar ostatges i armes. Però els romans varen demanar la completa capitulació de la ciutat i condicions inacceptables, que incloïen la seua demolició i reconstrucció terra endins, lluny de la mar (la qual hauria suposat la mort de Cartago en la pràctica). Sorprenentment per als romans, la ciutat va refusar aquestes condicions: la facció favorable a la submissió fou superada per una altra que afavoria la defensa.
Els cartaginesos varen posar soldats a les muralles de la ciutat i desafiaren els romans, generant-se una situació que va durar dos anys. Al llarg d'aquest període, els 500.000 cartaginesos que hi havia dintre del recinte murallat varen transformar la ciutat en un gegantesc arsenal. Produïen al voltant de 300 espases, 500 llances, 140 escuts i 1.000 projectils de catapulta diàriament.
Els romans elegiren el jove però popular Publi Corneli Escipió com a cònsol, la qual cosa va exigir l'aprovació d'una llei especial que eliminara la restricció d'edat que li impedia assumir el càrrec. Escipió va restaurar la disciplina, va derrotar els cartaginesos en la Segona Batalla de Néferis (147 aC), i va posar la ciutat baix un setge estricte, construint alhora un moll per a bloquejar el port.
En la primavera de 146 aC els romans varen irrompre a través de la muralla però els va resultar difícil prendre la ciutat. Cada edifici, casa i temple havia sigut convertit en una fortalesa i cada cartaginès portava una arma. Els romans foren forçats a moure's lentament, capturant la ciutat casa per casa, carrer per carrer i enfrontant-se a soldats cartaginesos que lluitaven amb el coratge que dona la desesperació. Finalment, després d'hores i més hores de lluita casa per casa, els cartaginesos es varen rendir. S'estima que uns 50.000 supervivents foren venuts com a esclaus. La ciutat aleshores fou arrasada. La terra al voltant del nucli urbà fou declarada ager publicus i fou repartida entre llauradors locals i altres de romans o de procedència itàlica.
Abans de la fi de la batalla, un esdeveniment dramàtic va tindre lloc: 900 supervivents, la majoria d'ells desertors romans, havien trobat refugi al temple d'Eshmun, a la ciutadella de Birsa, tot i que aquesta estava en flames. Varen negociar una rendició, però Escipió va fer clar que el perdó era impossible tant per a Àsdrubal (el general que va defensar la ciutat) com per als desertors romans. Àsdrubal aleshores va abandonar la ciutadella amb la intenció de rendir-se i implorar clemència (havia torturat presoners romans davant de l'exèrcit romà). En eixe moment, suposadament la dona d'Àsdrubal va eixir amb els seus dos nens, va insultar el seu marit, va sacrificar els nens i va botar amb ells a un foc que havien encès els desertors. Els desertors aleshores varen botar al foc també i Escipió va trencar a plorar. Va recitar una frase de la Ilíada d'Homer, una profecia sobre la destrucció de Troia i que era aplicable a la fi de Cartago:
Vindrà el dia en què la sagrada Troia caurà, i el Rei Príam i tota la seua gent guerrera amb ell.
Des del segle xix, alguns historiadors han sostingut que els romans varen llaurar el solar de la ciutat i varen escampar sal a sobre, amb la intenció que no creixés res més allí. Les fonts antigues, això no obstant, no recolzen aquest punt.